# Cooperativa La Moral
La Cooperativa Obrera la Moral és una cooperativa de consum fundada el 1904 a Badalona. Actualment les seva activitat s'orienta a l'organització d'esdeveniments de caràcter cultural i social a la seva seu del carrer Güell i Ferrer, 86 de Badalona.

## Història
Va fundar-se a Badalona l'any 1904 impulsada per un col·lectiu de treballadors per tal de poder-se abastir de productes de consum amb les millors condicions econòmiques i de qualitat possibles. Les seves activitats s'iniciaren a la primera seu de la cooperativa al carrer Roger de Flor, 82, on s'instal·larà fins a l'any 1917. Aquest any la cooperativa va patir una escissió arran de conflictes interns entre els associats. El gruix dels associats es traslladaren a una nova seu ubicada al carrer Guifré número 58. Anys més tard la cooperativa es traslladaria a la seva seu definitiva. L'any 1924 els 115 socis que formaven la cooperativa, van adquirir uns terrenys al carrer Güell i Ferrer on, fins avui en dia, hi manté la seva seu social. El projecte constructiu de l'edifici fou obra de l'arquitecte Josep Alemany i Juvé que també projectà la seu de la Lleialtat Santsenca a Barcelona l'any 1928. L'any que s'inaugura la nova seu, el 1929, la cooperativa ja comptava amb 559 famílies associades i una puixant activitat que motivà la instal·lació d'una segona seu de la societat davant la plaça del Sol, a l'actual carrer Francesc Planas i Casals, l'any 1932.
La cooperativa, a banda dels serveis de consum que oferia a la botiga, disposava d'espais dedicats al lleure com biblioteca, cafè i teatre. Es crearen seccions com l'Agrupació Feminista, secció infantil i la secció de Joventut Cooperativista. S'encunyà moneda pròpia i s'establí un sistema d'ajuda mútua per tal de cobrir les necessitats dels associats pel que fa a la jubilació, la baixa per malaltia, les defuncions, naixements i urgències mèdiques. Durant la dècada dels anys 30 la cooperativa va viure el seu moment àlgid amb la participació d'aproximadament 4500 famílies. El 1938, ja en plena guerra civil, es creà la Unió de Cooperadors de Badalona amb la participació de La Económica de Bufalà i el Centre Cooperatista de Llefià.
L'entrada de l'exèrcit Franquista a la ciutat de Badalona el dia 27 de gener del 1939 va significar el final d'aquest procés d'enxarxament del moviment cooperatiu badaloní i l'inici d'una nova època per a la cooperativa La Moral. Tot i que el nou règim imposat a partir del 1939 maldà per esborrar el moviment cooperatiu català clausurant la majoria de societats obreres i confiscant el seu patrimoni, es va permetre a La Moral la seva continuïtat sota la direcció del Servicio Sindical de Cooperación. Aquesta nova etapa suposà l'inici d'una important crisi econòmica que va provocar la venda de les instal·lacions de la cooperativa a la plaça del Sol i l'arrendament de la botiga de la societat a un particular. Els problemes per mantenir el proveïment de béns de consum contrasten amb la creixent activitat cultural i social de la cooperativa a partir dels anys quaranta amb l'impuls de les seccions esportives i culturals: principalment el teatre i la dansa.
Amb el temps, l'activitat de la cooperativa va anar perdent intensitat fins a arribar a la dècada dels anys setanta on es planteja, per part de la Junta Directiva, el tancament definitiu de l'entitat fet que es va evitar per l'oposició de part dels socis que van aconseguir formar una nova junta l'any 1977 que ha mantingut l'activitat de la cooperativa fins avui en dia, formant part activa de la xarxa social del barri del Progrés de Badalona.